# Hartley (Iowa)
Hartley è una città degli Stati Uniti d'America, situata nello Stato dell'Iowa, nella contea di O'Brien.